# SAMOS 8
SAMOS 8 (ang. Satellite And Missile Observation Satellites) – amerykański satelita rozpoznawczy programu SAMOS.

## Kapsuła czy przekaz radiowy?

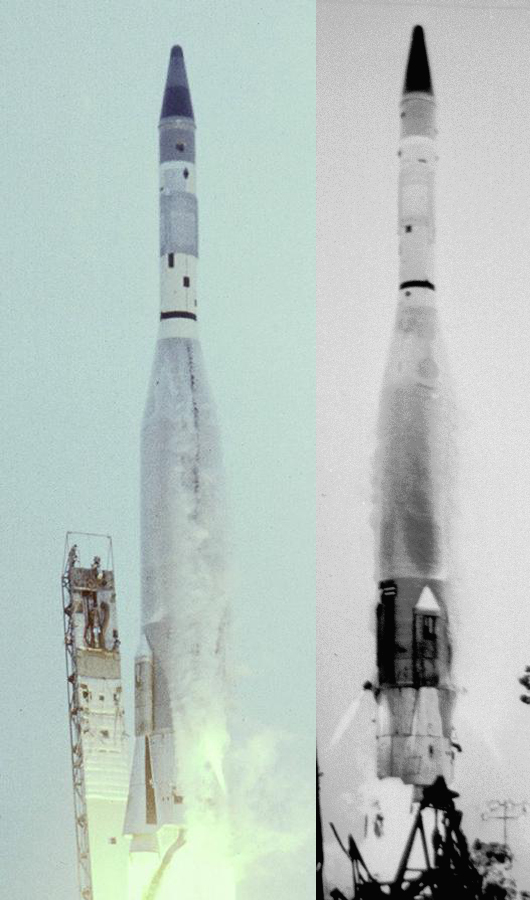
Start rakiety Atlas z satelitą SAMOS 8

Nie jest rzeczą pewną, jak SAMOS 8 przekazywał wykonane zdjęcia. Niektóre źródła mówią, że przesyłano je drogą radiową, co spowodowało również, że zdjęcia miały niską jakość. Inne, że statek posiadał kapsułę powrotną. Te same źródła mówią, że misja przebiegała normalnie do 10 orbity. Potem odnotowano wyciek gazu z układu kontrolowania położenia, co wymusiło decyzję o wcześniejszym odzyskaniu kapsuły – już po jednym dniu. Usterka elektryczna miała spowodować, że kapsuła powrotna nie odłączyła się od członu Agena B i oba elementy weszły w atmosferę 1000 km na północ od planowego obszaru. Nastąpiło to 16 czerwca ok. 17:40, lub 17 czerwca około 19:00.